# 刘时中
刘时中，洪都（今江西南昌）人。元代散曲家，约元成宗大德中前后在世，官学士。时中工作曲，今存小令六十余支，套数三四首，以水仙子西湖四时渔歌最著名。